# Джон Б'юкенен (яхтсмен)
Джон Б'юкенен (англ. John Buchanan, 1 січня 1884 — 25 листопада 1943) — британський яхтсмен.
Олімпійський чемпіон 1908 року в класі 12 метрів.